# Thomas Riggs
Thomas Riggs   (Hendon, 22 de maig de 1903 - Blyth, 5 de febrer de 1976) va ser un regatista anglès que va competir durant la dècada de 1920. Era fill del també regatista olímpic Walter Riggs.
El 1924 va prendre part en els Jocs Olímpics de París, on va guanyar la medalla de plata en la regata de 8 metres del programa de vela, a bord de l'Emily, junt a Edwin Jacob, Walter Riggs, Ernest Roney i Harold Fowler. Quatre anys més tard, als Jocs d'Amsterdam, fou setè en la mateixa prova.